# Claudio Pablo Castricone
Claudio Pablo Castricone (Villa Constitución, 16 aprile 1958) è un vescovo cattolico argentino, dal 9 marzo 2023 vescovo ausiliare di Orán e titolare di Castra Nova.

## Biografia
È nato a Villa Constitución, in provincia di Santa Fe nell'arcidiocesi di Rosario, il 16 aprile 1958.

### Formazione e ministero presbiterale
Compiuti gli studi filosofici e teologici presso il seminario arcidiocesano San Carlos Borromeo di Rosario, è stato ordinato presbitero il 23 novembre 1984 per l'arcidiocesi di Rosario.
Nel corso del suo ministero sacerdotale, ha svolto i seguenti incarichi:
- cappellano presso il Colegio Santísimo Rosario;
- vicario parrocchiale presso diverse comunità parrocchiali;
- amministratore parrocchiale presso la parrocchia Nuestra Señora de La Paz;
- parroco presso la parrocchia Nuestra Señora de Itatí;
- parroco presso la parrocchia San Vicente de Paúl;
- parroco presso la parrocchia Nuestra Señora del Carmen;
- cappellano presso l'Hospital Español;
- delegato episcopale della pastorale penitenziaria dell'arcidiocesi di Rosario;

Fino alla sua ordinazione episcopale, è stato parroco presso la parrocchia Nuestra Señora de Fatima, membro del collegio dei consultori, della giunta arcidiocesana per la catechesi, decano e delegato episcopale della pastorale Barrios populares dell'arcidiocesi di Rosario.

### Ministero episcopale
Il 9 marzo 2023 papa Francesco lo ha nominato vescovo ausiliare di Orán, affidandogli la sede titolare di Castra Nova. Il 26 maggio seguente ha ricevuto l'ordinazione episcopale, nella cattedrale di San Raimondo Nonnato a Orán, dal vescovo Luis Antonio Scozzina, co-consacranti l'arcivescovo Eduardo Eliseo Martín e i vescovi José Vicente Conejero Gallego e Armando José María Rossi.

## Genealogia episcopale
La genealogia episcopale è:
- Cardinale Scipione Rebiba
- Cardinale Giulio Antonio Santori
- Cardinale Girolamo Bernerio, O.P.
- Arcivescovo Galeazzo Sanvitale
- Cardinale Ludovico Ludovisi
- Cardinale Luigi Caetani
- Cardinale Ulderico Carpegna
- Cardinale Paluzzo Paluzzi Altieri degli Albertoni
- Papa Benedetto XIII
- Papa Benedetto XIV
- Papa Clemente XIII
- Cardinale Bernardino Giraud
- Cardinale Alessandro Mattei
- Cardinale Pietro Francesco Galleffi
- Cardinale Giacomo Filippo Fransoni
- Cardinale Carlo Sacconi
- Cardinale Edward Henry Howard
- Cardinale Mariano Rampolla del Tindaro
- Cardinale Antonio Vico
- Arcivescovo Filippo Cortesi
- Arcivescovo Zenobio Lorenzo Guilland
- Vescovo Anunciado Serafini
- Cardinale Antonio Quarracino
- Papa Francesco
- Arcivescovo Andrés Stanovnik, O.F.M.Cap.
- Vescovo Luis Antonio Scozzina, O.F.M.
- Vescovo Claudio Pablo Castricone